# Eternal Return
Eternal Return är en amerikansk romantikfilm, som har en planerad premiär i september 2025 på Toronto International Film Festival. Filmen är regisserad av Yaniv Raz som själv skrivit filmens manus.

## Handling
Filmen handlar om Cass, en ung kvinna som har nått en tappat kärleken. När hon möter kartografen Virgil försöker hon  tillsammans med honom och sin partner Malcolm resa tillbaka i tiden för att hitta tillbaka till kärleken igen.

## Rollista (i urval)
- Naomi Scott - Cass
- Kit Harington - Virgil
- Simon Callow - Malcolm
- Sonoya Mizuno
- Jay Lycurgo